# کپور نیل
کپور نیل (نام علمی: Labeo niloticus) نام یک گونه از تیره کپورماهیان است.